# Витоша (радио)
Вижте пояснителната страница за други значения на Витоша.
Витоша е българска радиостанция, излъчваща съвременна музика и най-новите хитове. Първоначално стартира на 16 януари 1991 г., когато на честота в София започва излъчване програмата американското международно радио на Гласът на Америка, програма „VOA Europe“. На 7 януари 1993 г. е официалното откриване на радиостанция „Витоша“. Първоначално радиото е от информационно-новинарски характер и с новини от „VOA Europe“. През 2004 г. предаванията от САЩ са прекратени и се установява форматът съвременна и денс музика. През 2007 г. е закупено от европейската медийна група SBS Broadcasting Group, по-късно придобита от ProSiebenSat.1 Media, която в България притежава още радио „Веселина“, радио „Атлантик“, радио и телевизия „The Voice“. Междувременно радиото разширява своето излъчване. През 2011 г. е придобито от Best Success Services Media. На 1 септември 2020 г. „Нова Броудкастинг Груп“ подава документи в Комисията за защита на конкуренцията за придобиване на Витоша, както и останалите медии от BSS, като сделката е одобрена на 18 септември.